# Marcos González
Marcos Andrés González Salazar (ur. 9 czerwca 1980 w Rio de Janeiro) – chilijski piłkarz pochodzenia brazylijskiego występujący na pozycji środkowego obrońcy, obecnie zawodnik meksykańskiej Necaxy.

## Kariera klubowa
González urodził się w brazylijskim mieście Rio de Janeiro, gdzie pracę znaleźli jego pochodzący z Chile rodzice. Już w wieku dwóch lat razem z nimi powrócił do ojczyzny. Jest wychowankiem akademii juniorskiej klubu Universidad de Chile z siedzibą w stołecznym Santiago, do którego seniorskiej drużyny został włączony jako dziewiętnastolatek przez szkoleniowca Roberto Hernándeza i w chilijskiej Primera División zadebiutował w 1999 roku. Już w swoim debiutanckim sezonie 1999 wywalczył ze swoim zespołem tytuł mistrza Chile, jednak pozostawał wówczas wyłącznie rezerwowym dla stoperów takich jak Rafael Olarra, Ricardo Rojas czy Alex von Schwedler. Sukces w postaci tytułu mistrzowskiego zanotował również rok później, podczas rozgrywek 2000, wygrywając wówczas także krajowy puchar – Copa Chile. Premierowego gola w pierwszej lidze strzelił 4 marca 2001 w przegranym 1:2 spotkaniu z Coquimbo Unido. Nie potrafiąc wywalczyć sobie pewnego miejsca w wyjściowym składzie, w styczniu 2002 udał się na wypożyczenie do niżej notowanego CSD Rangers z miasta Talca, gdzie w wiosennym sezonie Apertura 2002 jako podstawowy piłkarz zdobył tytuł wicemistrzowski.
Wiosną 2004 González został zawodnikiem argentyńskiego Colónu de Santa Fe, w którego barwach 14 marca 2004 w przegranym 0:1 meczu z Nueva Chicago zadebiutował w argentyńskiej Primera División. Jedynego gola w lidze argentyńskiej strzelił natomiast 4 kwietnia tego samego roku w wygranej 2:0 konfrontacji z Independiente. Ogółem w Colónie spędził rok, przeważnie jako zawodnik rezerwowy i nie odniósł żadnych sukcesów, po czym powrócił do ojczyzny, podpisując umowę ze stołecznym CD Palestino. Tam również występował przez rok, nie notując poważniejszych osiągnięć, lecz tym razem pełnił rolę podstawowego piłkarza. W styczniu 2006 wyjechał do Stanów Zjednoczonych, podpisując umowę z tamtejszą ekipą Columbus Crew. W Major League Soccer zadebiutował 1 kwietnia 2006 w przegranym 1:3 spotkaniu z Kansas City Wizards i od razu wywalczył sobie pewną pozycję na środku defensywy. Pierwszą i jedyną bramkę w barwach Crew zdobył 11 sierpnia 2007 w przegranym 2:3 pojedynku z FC Dallas, a ogółem w drużynie tej występował przez dwa lata bez sukcesów.
W styczniu 2008 González jako wolny zawodnik ponownie powrócił do ojczyzny, tym razem przenosząc się do kolejnego klubu ze stolicy – CD Universidad Católica. Tam z miejsca został podstawowym stoperem zespołu i w jesiennym sezonie Clausura 2009 zdobył z nim wicemistrzostwo Chile. Jego udane występy zaowocowały wyborem do najlepszej jedenastki ligi chilijskiej roku 2009 przez magazyn El Gráfico. W sezonie 2010 wywalczył natomiast z ekipą prowadzoną przez Juana Antonio Pizziego swoje trzecie mistrzostwo Chile. Bezpośrednio po tym za sumę 200 tysięcy dolarów powrócił do swojego macierzystego Universidadu de Chile, podpisując z nim dwuletni kontrakt w celu zastąpienia Mauricio Victorino – dotychczasowego środkowego obrońcy ekipy. Tam od razu stworzył podstawową parę stoperów z José Rojasem, zostając kluczowym piłkarzem drużyny argentyńskiego trenera Jorge Sampaolego, uznawanej za jedną z najlepszych w historii klubu.
W wiosennym sezonie Apertura 2011 González zanotował z Universidadem tytuł mistrza Chile i sukces ten powtórzył również pół roku później, podczas sezonu Clausura 2011 – były to zarazem jego czwarte i piąte krajowe tytuły. Wówczas także triumfował również ze swoją drużyną w rozgrywkach Copa Sudamericana, zdobywając jedyne międzynarodowe trofeum zarówno w swojej karierze, jak i w historii klubu. Dzięki świetnej formie prezentowanej zarówno na arenie krajowej, jak i międzynarodowej, razem ze swoim partnerem ze środka obrony Rojasem otrzymał wiele wyróżnień indywidualnych – znalazł się w najlepszej jedenastce ligi chilijskiej wybranej przez El Gráfico, a także w identycznej klasyfikacji prowadzonej przez ANFP. Urugwajska gazeta El País wybrała go natomiast najlepszym środkowym obrońcą Ameryki Południowej. W Universidadzie spędził ogółem rok.
Wiosną 2012 González za półtora miliona dolarów przeszedł do brazylijskiego zespołu CR Flamengo ze swojego rodzinnego Rio de Janeiro. W Campeonato Brasileiro Série A zadebiutował 19 maja 2012 w zremisowanym 1:1 meczu ze Sport Recife, zaś pierwszą bramkę w lidze brazylijskiej strzelił 21 października tego samego roku w wygranej 1:0 konfrontacji z São Paulo. W 2013 roku wygrał z Flamengo krajowy puchar – Copa do Brasil oraz zajął drugie miejsce w lidze stanowej – Campeonato Carioca. W 2014 roku triumfował natomiast w rozgrywkach ligi stanowej, a ogółem barwy tej drużyny – w której występowali wówczas także gracze tacy jak Ronaldinho, Kléberson, Adriano, Vágner Love czy Liédson – reprezentował przez ponad dwa lata jako podstawowy zawodnik. W kwietniu 2014 rozwiązał umowę z Flamengo i powrócił do ojczyzny, przenosząc się do stołecznego Uniónu Española, gdzie grał przez rok, mając niepodważalne miejsce w składzie.
W lipcu 2015 González został piłkarzem meksykańskiego drugoligowca Club Necaxa z miasta Aguascalientes. Tam od razu został kluczowym punktem defensywy i w wiosennym sezonie Clausura 2016 – współtworząc z Mario de Luną czołową formację defensywną rozgrywek – triumfował ze swoją ekipą w Ascenso MX, dzięki czemu bezpośrednio po tym awansował z Necaxą do najwyższej klasy rozgrywkowej. W tym samym sezonie dotarł również do finału pucharu Meksyku – Copa MX. Po promocji do pierwszej ligi został wybrany przez trenera Alfonso Sosę nowym kapitanem zespołu, w Liga MX debiutując 16 lipca 2016 w zremisowanym 0:0 meczu z Cruz Azul. Pierwszego gola strzelił natomiast 6 sierpnia tego samego roku w zremisowanym 2:2 pojedynku z Pumas UNAM.

## Kariera reprezentacyjna
W seniorskiej reprezentacji Chile González zadebiutował za kadencji tymczasowego selekcjonera Césara Vaccii, 17 kwietnia 2002 w przegranym 0:2 meczu towarzyskim z Turcją. W późniejszym czasie występował w eliminacjach do Mistrzostw Świata 2006, podczas których rozegrał trzy spotkania (z osiemnastu możliwych), zaś jego kadra nie zdołała zakwalifikować się na mundial. Po zakończeniu kwalifikacji przez osiem lat nie rozegrał żadnego meczu w drużynie narodowej, a powrócił do niej dopiero w 2011 roku, za sprawą szkoleniowca Claudio Borghiego. Premierowego gola w reprezentacji strzelił 24 kwietnia 2013 w zremisowanym 2:2 sparingu z Brazylią. W czasie eliminacji do Mistrzostw Świata 2014 pełnił rolę kluczowego piłkarza ekipy prowadzonej przez Jorge Sampaolego – wystąpił w czternastu z szesnastu spotkań, wpisując się na listę strzelców w konfrontacji z Wenezuelą (3:0), a Chilijczycy awansowali na mistrzostwa. On sam nie znalazł się jednak w składzie na brazylijski mundial, karierę w kadrze kończąc na 27 występach.

## Statystyki kariery

### Klubowe
| U de Chile        | 1999              | Chile             | Primera División | 2   | 0   | —   | —       | —       | —  | —    | 2    | 0  |
| U de Chile        | 2000              | Chile             | Primera División | 6   | 0   | 1≤  | 1       | —       | —  | —    | 7≤   | 1  |
| U de Chile        | 2001              | Chile             | Primera División | 15  | 0   | —   | —       | CL      | 5  | 0    | 20   | 0  |
| Rangers           | 2002              | Chile             | Primera División | 23  | 1   | —   | —       | —       | —  | —    | 23   | 1  |
| U de Chile        | 2003              | Chile             | Primera División | 29  | 3   | —   | —       | —       | —  | —    | 29   | 3  |
| Colón             | 2003–2004         | Argentyna         | Primera División | 12  | 1   | —   | —       | —       | —  | —    | 12   | 1  |
| Colón             | 2004–2005         | Argentyna         | Primera División | 1   | 0   | —   | —       | —       | —  | —    | 1    | 0  |
| Palestino         | 2005              | Chile             | Primera División | 37  | 3   | —   | —       | —       | —  | —    | 37   | 3  |
| Columbus Crew     | 2006              | Stany Zjednoczone | MLS              | 21  | 0   | 2   | 0       | —       | —  | —    | 23   | 0  |
| Columbus Crew     | 2007              | Stany Zjednoczone | MLS              | 27  | 1   | —   | —       | —       | —  | —    | 27   | 1  |
| U Católica        | 2008              | Chile             | Primera División | 22  | 2   | —   | —       | CL + CS | 11 | 2    | 33   | 4  |
| U Católica        | 2009              | Chile             | Primera División | 38  | 2   | 1   | 0       | —       | —  | —    | 39   | 2  |
| U Católica        | 2010              | Chile             | Primera División | 22  | 4   | 1   | 0       | —       | —  | —    | 23   | 4  |
| U de Chile        | 2011              | Chile             | Primera División | 27  | 1   | 3   | 0       | CS      | 11 | 0    | 41   | 1  |
| CR Flamengo       | 2012              | Brazylia          | Série A          | 26  | 2   | 6   | 0       | CL      | 5  | 0    | 37   | 2  |
| CR Flamengo       | 2013              | Brazylia          | Série A          | 19  | 0   | 17  | 0       | —       | —  | —    | 36   | 0  |
| CR Flamengo       | 2014              | Brazylia          | Série A          | —   | —   | 1   | 0       | —       | —  | —    | 1    | 0  |
| Unión Española    | 2014–2015         | Chile             | Primera División | 31  | 2   | 6   | 1       | —       | —  | —    | 37   | 3  |
| Necaxa            | 2015–2016         | Meksyk            | Ascenso MX       | 34  | 3   | 4   | 0       | —       | —  | —    | 38   | 3  |
| Necaxa            | 2016–2017         | Meksyk            | Liga MX          | 0   | 0   | —   | —       | —       | —  | —    | 0    | 0  |
| Ogółem            |                   |                   |                  |     |     |     |         |         |    |      |      |    |
| Chile             | Chile             | Chile             | 252              | 19  | 12≤ | 2   | CL + CS | 27      | 2  | 291≤ | 23   |    |
| Argentyna         | Argentyna         | Argentyna         | 13               | 1   | —   | —   | —       | —       | —  | 13   | 1    |    |
| Stany Zjednoczone | Stany Zjednoczone | Stany Zjednoczone | 48               | 1   | 2   | 0   | —       | —       | —  | 50   | 1    |    |
| Brazylia          | Brazylia          | Brazylia          | 45               | 2   | 24  | 0   | CL      | 5       | 0  | 74   | 2    |    |
| Meksyk            | Meksyk            | Meksyk            | 34               | 3   | 4   | 0   | —       | —       | —  | 38   | 3    |    |
| Ogółem            | Ogółem            | Ogółem            | Ogółem           | 392 | 26  | 42≤ | 2       | CL + CS | 32 | 2    | 466≤ | 30 |

- CL – Copa Libertadores
- CS – Copa Sudamericana

### Reprezentacyjne
| Chile  | Chile  | 2002   | 1  | 0 | —  | — | — | — | — | 1  | 0 |
| Chile  | Chile  | 2003   | 1  | 0 | 3  | 0 | — | — | — | 4  | 0 |
| Chile  | Chile  | 2004   | —  | — | —  | — | — | — | — | 0  | 0 |
| Chile  | Chile  | 2005   | —  | — | —  | — | — | — | — | 0  | 0 |
| Chile  | Chile  | 2006   | —  | — | —  | — | — | — | — | 0  | 0 |
| Chile  | Chile  | 2007   | —  | — | —  | — | — | — | — | 0  | 0 |
| Chile  | Chile  | 2008   | —  | — | —  | — | — | — | — | 0  | 0 |
| Chile  | Chile  | 2009   | —  | — | —  | — | — | — | — | 0  | 0 |
| Chile  | Chile  | 2010   | —  | — | —  | — | — | — | — | 0  | 0 |
| Chile  | Chile  | 2011   | —  | — | 4  | 0 | — | — | — | 4  | 0 |
| Chile  | Chile  | 2012   | 3  | 0 | 3  | 0 | — | — | — | 6  | 0 |
| Chile  | Chile  | 2013   | 4  | 1 | 7  | 1 | — | — | — | 11 | 2 |
| Chile  | Chile  | 2014   | 1  | 0 | —  | — | — | — | — | 1  | 0 |
| Ogółem | Ogółem | Ogółem | 10 | 1 | 17 | 1 | — | — | — | 27 | 2 |